# Sokolicki Przepływ

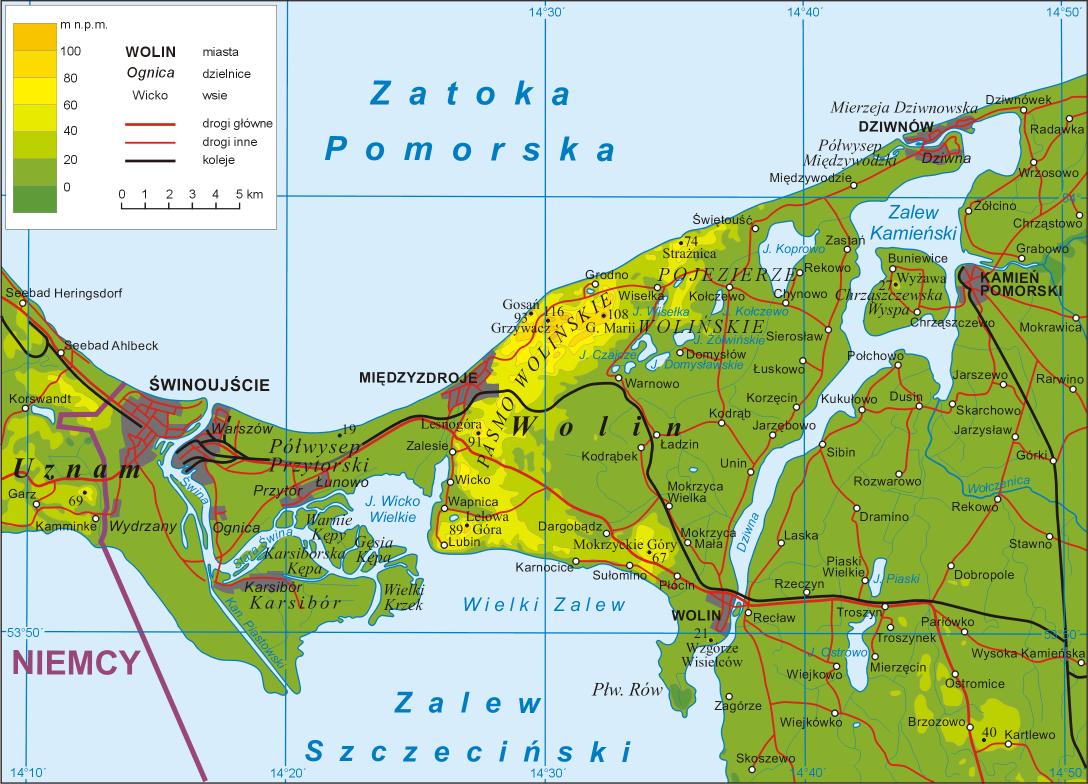

Sokolicki Przepływ – cieśnina Dziwny, łącząca Zalew Kamieński z Zatoką Wrzosowską, w północno-zachodniej Polsce, w województwie zachodniopomorskim. Oddziela stały ląd (Wybrzeże Trzebiatowskie) od wyspy Wolin (dokładniej Półwysep Międzywodzki). Przez środek Sokolickiego Przepływu przebiega granica administracyjna między gminami: Dziwnów i Kamień Pomorski (powiat kamieński). Minimalna szerokość cieśniny wynosi ok. 760 m.
Przy południowo-wschodnim brzegu cieśniny znajduje się pagórek Sokoliczka (3,7 m n.p.m.). Całość cieśniny jest objęta obszarem specjalnej ochrony ptaków „Zalew Kamieński i Dziwna” oraz specjalnym obszarem ochrony siedlisk „Ujście Odry i Zalew Szczeciński”.
Do 1945 roku stosowano niemiecką nazwę Falkenberg Enge. Polską nazwę Sokolicki Przepływ ustalono urzędowo w 1950 roku.